# گونای گوونچ
گونای گوونچ (انگلیسی: Günay Güvenç؛ زادهٔ ۲۵ ژوئن ۱۹۹۱) بازیکن فوتبال اهل ترکیه است.
از باشگاه‌هایی که در آن بازی کرده‌است می‌توان به باشگاه فوتبال آدانااسپور، باشگاه فوتبال بشیکتاش، و باشگاه فوتبال مرسین اشاره کرد.
وی همچنین در تیم ملی فوتبال Turkey A2 بازی کرده‌است.